# Finlândia nos Jogos Olímpicos de Inverno de 1998
A Finlândia participou dos Jogos Olímpicos de Inverno de 1998 em Nagano, Japão.

## Medalhas
| Sari Fisk Kirsi Hänninen Satu Huotari Marianne Ihalainen Johanna Ikonen Sari Krooks Emma Laaksonen Sanna Lankosaari Katja Lehto Marika Lehtimäki | Marja-Helena Pälvilä Tuula Puputti Karoliina Rantamäki Päivi Salo Marja Selin Liisa-Maria Sneck Petra Vaarakallio Riikka Nieminen Tiia Reima Katja Riipi |

| Aki-Petteri Berg Tuomas Grönman Raimo Helminen Sami Kapanen Saku Koivu Jari Kurri Janne Laukkanen Jere Lehtinen Juha Lind Jyrki Lumme Jarmo Myllys Mika Nieminen | Janne Niinimaa Teppo Numminen Ville Peltonen Kimmo Rintanen Teemu Selänne Ari Sulander Jukka Tammi Esa Tikkanen Kimmo Timonen Antti Törmänen Juha Ylönen |

Legenda
| Recorde mundial      | Recorde mundial (World record)               |                       | Recorde africano                      | Recorde africano (African) |                                           | Q | Classificado por posição (Qualified) |
| Recorde olímpico     | Recorde olímpico (Olympic record)            | Recorde da América    | Recorde da América (Americas)         | q                          | Classificado por melhor tempo (Qualified) |   |                                      |
| Melhor marca do ano  | Melhor marca do ano (World leading)          | Recorde asiático      | Recorde asiático (Asian)              | DNS                        | Não largou (Did not start)                |   |                                      |
| Recorde nacional     | Recorde nacional (National record)           | Recorde europeu       | Recorde europeu (European)            | DNF                        | Não terminou (Did not finish)             |   |                                      |
| Recorde pessoal      | Recorde pessoal do atleta (Personal best)    | Recorde da Oceania    | Recorde da Oceania (Oceania)          | DSQ / DQ                   | Desclassificado (Disqualified)            |   |                                      |
| Recorde da temporada | Recorde da temporada do atleta (Season best) | Recorde sul-americano | Recorde sul-americano (South America) | NM                         | Sem marca (No mark)                       |   |                                      |